# 内澤崇仁
内澤崇仁（うちさわ たかひと、Uchisawa Takahito、12月6日 - ）は、日本のシンガーソングライター、ギタリスト、編曲家、音楽プロデューサーである。ロックバンド「androp」のボーカル・ギターであり、ほとんどの楽曲の作詞・作曲・編曲を手掛ける。ボーカル・ギター・ピアノ他多くの楽器演奏やプログラミングを担当。青森県八戸市出身。血液型はO型。

## 来歴
2008年にandropを結成、2011年にメジャー・デビュー（バンドとしての活動については「androp」を参照）。
「Postman」というバンドを組んでいた。解散した後に「過去のバンド名を表記しなきゃダメ」と言われ、「androp（内澤崇仁 ex.Postman）」と表記された。ライブハウス下北沢GARAGEは、内澤が上京し初めてライブをした場所。
カメラマン橋本塁主催の写真展にて細美武士がきっかけで初めて人前で弾き語りをさせられ、the HIATUS主催イベント「OUTERMIND 3.1」の参加が自身初めての弾き語りライブとなった。2017年12月9日「OUTERMIND 4.0」へ参加。
Aimerのアルバム『daydream』に収録されている「カタオモイ」のMVギター演奏者として出演。Aimerメジャー・デビュー5周年記念イベントにて、サプライズゲストとして登場し「カタオモイ」を初パフォーマンスした。2019年3月20日にはBTSがTwitterで「カタオモイ」を聴いているとツイート。107万件を超える「いいね」がつき話題となった。
[Alexandros]のライブ『Welcome!［Alexandros］LIVE 2016 』の全公演に参加出演した。
miwaと坂口健太郎のW主演映画『君と100回目の恋』のThe STROBOSCORPが歌う劇中歌「アイオクリ」を楽曲提供した。
FM802で細美武士×内澤崇仁の対談「Walkin’Talkin’」が5週にわたってオンエアされた。
2018年2月17日『ぴあ presents STAND ALONE Vol.7 supported by uP!!!』に菅原卓郎を招き出演。
2019年4月26日にテレビ朝日「ミュージックステーション」へ出演、上白石萌音と「ハッピーエンド」を披露。放送直後に音楽配信サイトのランキングで2位を獲得した。12月22日ALS啓発フェス「MOVE FES. 2019 Supported by Hard Rock Experience 」に出演。
永野芽郁と北村匠海のW主演映画「君は月夜に光り輝く」に歌川幸人（うたかわ さちひと）名義で劇中音楽を担当していたことを明かした。初めて作詞のみでKAT-TUN「クロサンドラ」の歌詞を担当。
新型コロナウイルスによる影響で先行きが見えない状況が続くなかで、“不安な日々を送っているあなたに寄り添い、少しでも元気になってもらえるように”といち早く配信ライブを行った。「夜23時に自分だけの空間で耳と心を委ねて心地よい時間を過ごして眠りについてもらいたい」というコンセプトのもと、音楽と言葉だけの配信ライブ『Takahito Uchisawa 「U」 ～Bedtime Stories～』を行い、収益の一部は生まれ故郷である青森県八戸市のライブハウスへの支援に充てられた。
2020年8月19日、20日と終電間際≦オンライン。のライブ『話したいことたくさんあったんだけど、なんだったっけな』のサプライズゲストとして登場した。
新田真剣佑と北村匠海のW主演映画『サヨナラまでの30分』で自身初の音楽プロデューサーを担当した。新田真剣佑 演じる“アキ”が歌う「風と星」を楽曲提供した。
2020年12月19日Creepy Nuts『 準ワンマンライブ「延長戦」 at LINE CUBE SHIBUYA』にゲスト出演し、共作した楽曲「SOS! feat. Creepy Nuts」をパフォーマンスした。
Da-iCEに初の男性グループアーティストへの楽曲提供となる「Love Song」を提供した。同曲リリックビデオのラストには告知せずに出演した。
テレビアニメ「名探偵コナン」のEDである表題曲「Reboot」に加え「凪ぐ」、「わすれもの」の3曲を宮川愛李に楽曲提供。2020年3月21日放送フジテレビ系「Love music」にて「Reboot」をギターとコーラスでゲスト出演パフォーマンスした。
YouTubeチャンネル『THE FIRST TAKE』の第109回にDa-iCEが「Love Song」で歌唱出演した際、ギターとコーラスでコラボ参加。 LINE MUSICのソングTOP100 リアルタイムランキングで1位（12月23日付）を獲得。
「カタオモイ」が「週間ストリーミングランキング」の開始された2018/12/24付にてランクインその後2020/8/10付まで86週連続TOP100入りするロングヒットを記録した。
2020年8月15日、『Fate/Grand Order』初の劇場アニメーション『劇場版 Fate/Grand Order -神聖円卓領域キャメロット-』の前編“Wandering; Agateram”の主題歌楽曲で作曲・編曲を担当。
- 2021年
  - 9月19日、菅原卓郎と共にNew Acoustic Camp 2021に出演しhereステージのトリを務めた[45]。
  - 10月3日、猪苗代湖畔 天神浜「オハラ☆ブレイク '21秋ミニ」に菅原卓郎、松村拓(Nothing’s Carved In Stone)、井上竜馬(SHE'S)と共にUTAITSUGI(うたいつぎ)として出演。ゲストに吉井和哉が出演[46]。
  - 11月2日、マルチエンターテイメントとして4社共同プロジェクトで立ち上げられたボーイズアイドルコンテンツ「HeavenlyHelly」のグループ・FAB-EL（ファブエル）の音楽を担当[47][48]。
  - 12月9日、難病ALS啓発フェス「MOVE FES.2021」に出演。EYE VDJ MASAとの共作曲「FLY feat. androp」がコラボで初披露[49]。12月31日、J-WAVE『2021～2022 YEAR END～NEW YEAR特番』にてデモ音源が初オンエア[50][51]。2022年1月5日、TFM「FESTIVAL OUT」に内澤がゲスト出演、そこでもデモ音源がオンエア[52][53]。
  - 12月17日、J-WAVE「-JK RADIO- TOKYO UNITED」に出演。総クリック数152482クリックで「見上げてごらん夜の星を」の弾き語りを行なった。
  - 12月23日、「LIVE HOLIC extra 2022 開催記念生配信番組Xmas直前Special」に斎藤宏介（UNISON SQUARE GARDEN）と出演[54]。
- 2022年
  - 1月19日、「カタオモイ」が「オリコン週間ストリーミングランキング」で、週間再生数89.4万回（893,516回）を記録。[41] これで累積再生数は10,069.4万回（100,693,592回）となり、Aimer自身初となる1億回再生を突破した[40][55]。
  - 1月28日公開されたYouTubeチャンネル「THE FIRST TAKE」での「Aimer - カタオモイ / THE FIRST TAKE」は1週間以上にわたってYouTube急上昇音楽1位を記録、YouTubeチャートTOP100では2位となる大躍進となった[56][57]。
  - 2月13日、LINE MUSIC公式アカウントにて10代男女2万人にアンケートを実施した「10代2万人が選んだ“恋したくなる!”憧れるラブソング」に「カタオモイ」、「ハッピーエンド」の2曲がランクインした[58]。
  - 2月19日・24日・25日、2つのコニカミノルタプラネタリウムを巡る『LIVE in the DARK tour』を開催。プラネタリウムライブとしては異例の計1,200人の動員[59]。
  - 3月2日、日本テレビ『Da-iCE music Lab』第3回ゲストに出演。Da-iCEのアルバム『REVERSi』提供曲の「Sweet Day」を初コラボで披露[60]。
  - 4月20日にリリースされた「FLY feat. androp」のMVに出演。共演に和合由依、演出はウォーリー木下が行った。
  - 5月、ライブコンテンツ「ACOUSTIC TOKYO」に村山☆潤と出演[61]。
  - 6月14日、JFN・TOKYOFM「AuDee CONNECT」（花村想太・大野雄大）に出演。
  - 6月25日～9月4日、東京都庭園美術館で開催された蜷川実花展「瞬く光の庭」音楽を担当。
  - 7月16日～8月13日、小山登美夫ギャラリーで開催された蜷川実花展「花、瞬く光」音楽担当[62][63]。
  - 6月26日、SPACE SHOWER TV「ローカリズム」に出演。高橋優と故郷青森県八戸市を訪問[64][64]。
  - 7月24日、SPACE SHOWER TV「斎遊記」に出演。斎藤宏介と共にandropの『SuperCar』、フジファブリックの『若者のすべて』を披露。[65][66]。
  - 8月12日、3年ぶりに開催された『MONSTER baSH 2022』の菅原卓郎 SESSION2022へ3年ぶりに出演。菅原卓郎、石毛輝(the telephones) 、yamaと共に「春を告げる」をパフォーマンスした。
  - 9月15日、TikTok LIVEの新番組「Bedtime Live」第1回目に出演[67]。
  - 11月12日、「子どもたちの未来のための持続可能な社会創り」を理念にスタートしたイベント『ROCKS FORCHILE 2022』のイベントテーマ曲をプロデュース。テーマ曲『僕らの花が咲く』は大宮エリーが歌詞を手がけ、当日子どもたちと合唱した。翌13日には大宮エリーの「こどもエリー学園」のステージに出演し即興演奏に大宮エリーが即興で絵を作り上げていくというパフォーマンスを行う[68]。
  - 11月15日・16日、自身初となるストリングスカルテットとのステージであり、初の試みであるandropの楽曲を元に描かれたオリジナルストーリーとのコラボレーションライブ「オトカタリ」を開催[69]。
  - 12月27日、4年ぶりに「FM802 RADIO CRAZY 2018」音波神社・境内ステージに出演。同日、松村拓(Nothing’s Carved In Stone)のステージにも参加し「RainMan」、ABSTRACT MASH「1mmタール」を披露した。
  - 12月28日、SPACE SHOWER TV「スペプラ手越 ～Music Connect～ season2」第3回ゲストに出演。手越祐也と共に『September』を披露。
  - 12月29日、大宮エリーの配信トーク番組「スナックエリー」にゲスト出演。
- 2023年
  - 1月14日、生まれ故郷で初めてとなる弾き語りライブを行う。
  - 3月1日、『Baby you』がビルボード発表3/1付「TikTok Weekly Top20」で1位を獲得。ストリーミング1,200万回、MV300万回、SNS総再生回数20億回を突破した[70]。
  - 3月9日・16日・23日、3週連続でTVK「上野優華の角打ちゆうか」にゲスト出演[71]。
  - 3月16日、SPACE SHOWER TV「音景 - 内澤崇仁-」放送[72]。
  - 4月、HTVにて毎週土曜「音景 - 内澤崇仁-」放送[73]。
  - 4月18日、『Baby you』がインドネシア、マレーシア、タイ、シンガポール、フィリピン、ベトナムと世界各国のSpotifyバイラルチャートでトップ10入りし、インドネシアTikTok楽曲ランキングで2位を獲得。また、TikTok投稿は国内外で50万本を超えた[74]。
  - 6月18日、難病ALS啓発フェス「MOVE FES. 2023 Supported by AIRU」に出演。VRアーティストせきぐち あいみとのコラボ、EYE VDJ MASAとの共作曲「UNREAL feat.androp」がコラボで初披露され、和合 由依+FLY DANCERSとの「FLY feat. androp」のコラボも行われた。演奏後、石原さとみがサプライズゲストとして登場した[75][76]。
  - 6月21日、Omoinotakeのラジオ番組「ありったけ交差点」に2週連続で出演。
  - 6月29日、『Baby you』が「TikTok上半期トレンド大賞2023」のミュージック部門賞を受賞。世界7カ国のSpotifyバイラルチャートでトップ10入り。Apple Musicでは世界9カ国のJ-POPランキングにてTOP10入りを記録。Z世代を中心に支持を広げ、SNSの総再生数は58億回を突破。SNS発のグローバルヒットとなる[77]。
  - 7月16日、青森県八戸酒造で「八仙 夏の蔵まつり」弾き語りライブを行う[78]。
  - 7月19日、『ROCKIN’ QUARTET』第6章のボーカリストとして参加。東京・大阪・横浜の3都市を回るBillboardツアーを行う[79]。
  - 7月21日、幾田りらの楽曲「With」の編曲、プロデュースを発表[80]。
  - 7月26日、XIIXの楽曲「魔法の鏡」の作詞を斉藤宏介と共作[81]。
  - 10月4日、映画『アナログ』のサウンドトラック盤をリリース[82]。
  - 10月6日、映画『アナログ』で初めて本格的劇伴を担当[83]。

- 2024年
  - 1月19日、春茶の楽曲「Q&A」を提供[84]。
  - 4月16日、菊池桃子とともにNHK「うたコン」に出演し、デュエット楽曲「もうすぐ0時」を初披露。[85]
  - 6月22日、「SHIBUYA CRAWL & HOTCAKE MUSIC Presents "Neighbors" supported by banshaku」に出演。荒谷翔太とandropの「Tayori feat. 荒谷翔太」を、BIGMAMAの金井政人とandropの「SuperCar」をコラボした[86]。
  - 7月3日、「スペプラ手越LIVE ～Music Concept～」にストレイテナーのホリエアツシとともに出演。手越祐也の「OVER YOU」をカバーし、手越祐也とandropの「September」をコラボした[87]。
  - 7月7日、Talking Rock! FES.2024に出演。途中からメンバーの佐藤拓也も参加した。アンコールではストレイテナーの「Melodic Storm」をカバーした[88]。
  - 7月14日、青森県八戸酒造で「八仙 夏の蔵まつり 2024」にてメンバーの佐藤拓也とともに弾き語りライブを行った[89]。
  - 8月27日、「Name the Night x 内澤崇仁(androp) 2-MAN SHOW」に出演し、andropの「Hyper Vacation」、Name the Nightの「Radio La La La」をコラボした[90]。
  - 9月28日、有華の楽曲「レモネード」を提供[91]。
  - 10月9日、松下洸平の楽曲「愛してるって言ってみてもいいかな」を提供[92]。
  - 10月20日、「JAPAN CRAFT FES 2024」に出演し、リハーサルで長渕剛の「乾杯」をカバーした[93]。
  - 11月9日、松下洸平とともに日本テレビ系「with MUSIC」に出演し、提供楽曲「愛してるって言ってみてもいいかな」を初披露[94]。
  - 12月1日、YouTubeチャンネル「手越祐也の日曜二軒目で会いましょう」に出演[95]。
  - 12月29日、「FM802 RADIO CRAZY 2024 」境内ステージにて阿部真央をゲストに迎え、弾き語りを行った。andropの「Lonely」と阿部真央の「ロンリー」をコラボした。Toastではメンバーの佐藤拓也が登場した[96]。

- 2025年
  - 3月2日、「J-WAVEトーキョーギタージャンボリー2025 supported by 奥村組」にメンバーの佐藤とともに初出演。回転するステージで「Mirror Dance」を含む計4曲を披露した[97]。
  - 4月19日、地元八戸にて開催される「ホーム・プラス・ジャズ」に八戸在住のデビッド・マシューズ、階上出身の古屋敷裕大とともに出演。同日午後には7月に開かれる「南郷サマージャズフェスティバル2025」についていち早く伝えるトークイベント「南郷ジャズ2025・キックオフイベント」に熱帯JAZZ楽団のカルロス菅野とともに出演[98][99]。
  - 5月11日、「山内総一郎×斎藤宏介セッションライブ 山斎-SANSAI- 2025」に谷口鮪（KANA-BOON）とともに出演[100]。財津和夫の「切手のないおくりもの」、andropの「Yeah!Yeah!Yeah!」をコラボした。
  - 6月12日、「MUSIC MAN RADIO presents KAYARIBI」に菅原卓郎(9mm Parabellum Bullet) 、寺中友将(KEYTALK)、寺口宣明(Ivy to Fraudulent Game)とともに出演[101]。「Black Market Blues」を全員でコラボした。
  - 6月21日、TK from 凛として時雨のシングルとアルバムW購入特典「kalappo talk show with 内澤崇仁(androp)」に出演[102]。
  - 7月期のTBS金曜ドラマ「DOPE　麻薬取締部特捜課」の劇判音楽を担当[103]。
  - 7月4日からMBS・TBS・CBC・BS-TBS“アニメイズム”枠ほかにて放送のTVアニメ「ずたぼろ令嬢は姉の元婚約者に溺愛される」のオープニングテーマ「月蝕」をkrageに楽曲提供。
  - 7月15日、「能登復興支援トーク＆ライブ by 内澤崇仁 (androp)＆ジョー横溝」に出演[104]。
  - 7月25日、「南郷サマージャズフェスティバル2025」の前夜祭、八戸南郷20周年ナイトに出演[105]。
  - 7月26日、「南郷サマージャズフェスティバル2025」の第1部にROCKIN' QUARTET with 内澤崇仁として出演[106]。

## 人物
バンド活動以外にも新田真剣佑と北村匠海のW主演映画『サヨナラまでの30分』での音楽プロデューサー、映画『アナログ』や『君は月夜に光り輝く』の劇中音楽、蜷川実花の個展音楽なども担当。柴咲コウ、南波志帆、坂本真綾、Aimer、miwa、上白石萌音、Da-iCE、宮川愛李、有華、幾田りら、春茶、菊池桃子、松下洸平、ROF-MAO、krageなど様々なアーティストへの楽曲提供やプロデュースも行っている。北村匠海や上白石萌音とは古くから関わりがある。
エクスペリメンタル・ロックやポストロック、アンビエントへの造詣も深い。
「弟を喜ばせたい」という思いが音楽を始めるきっかけとなった。
ギターに出会ったのは小学生の頃で、遊び場の秘密基地に置いてあったアコースティック・ギターを手に取り、音を鳴らしてみたところ心を奪われたという。
「ネコ」という名前の猫を飼っている。「内澤パン」というパンを考案。

## 楽曲提供
| リリース日     | 楽曲名                           | 収録作品                                                                           | 補足 |
| 2010年11月3日  | EUPHORIA                         | 柴咲コウ『EUPHORIA』『KO SHIBASAKI ALL TIME BEST 詩』                              | フジテレビ系スペシャルドラマ『ストロベリーナイト』主題歌/作曲・編曲・プロデュース                             |
| 2012年10月17日 | MUSIC                            | 南波志帆『MUSIC』『無色透明』                                                      | 作詞・作曲・編曲・プロデュース                                                                                |
| 2012年10月31日 | My Perfect Blue                  | 柴咲コウ『My Perfect Blue』『リリカル＊ワンダー』『KO SHIBASAKI ALL TIME BEST 詩』 | TBS系ドラマ 宮部みゆきミステリー『パーフェクト・ブルー』の主題歌/作曲・編曲・プロデュース                     |
| 2014年4月16日  | ラブサーチライト                 | 柴咲コウ『ラブサーチライト』『KO SHIBASAKI ALL TIME BEST 詩』                      | アニメ映画『名探偵コナン 異次元の狙撃手』の主題歌/作曲・編曲・プロデュース                                    |
| 2014年4月16日  | 誓い                             | 柴咲コウ『ラブサーチライト』                                                       | 作曲・編曲・プロデュース                                                                                      |
| 2014年8月20日  | レプリカ                         | 坂本真綾『レプリカ』『FOLLOW ME UP』『シングルコレクション ＋ アチコチ』           | テレビアニメ『M3〜ソノ黒キ鋼〜』後期オープニングテーマ/作曲・編曲・プロデュース                               |
| 2015年11月25日 | メメントダイアリー               | 柴咲コウ『野性の同盟』                                                             | 作曲・編曲・プロデュース                                                                                      |
| 2016年3月22日  | Yeah! Yeah! Yeah!                | アイドルネッサンス『アワー・ソングス』                                             | 作詞・作曲 |
| 2016年9月21日  | twoface                          | Aimer『daydream』                                                                  | 作詞・作曲・編曲・プロデュース                                                                                |
| 2016年9月21日  | カタオモイ                       | Aimer『daydream』『BEST SELECTION "blanc" 』                                       | 作詞・作曲・編曲・プロデュース                                                                                |
| 2017年1月25日  | アイオクリ                       | miwa 『SPLASH☆WORLD』『君と100回目の恋 Original Soundtrack』                       | 映画『君と100回目の恋』 劇中歌/作曲・編曲                                                                     |
| 2017年7月12日  | ストーリーボード                 | 上白石萌音『and...』                                                               | 作詞・作曲 |
| 2019年4月5日   | ハッピーエンド                   | 上白石萌音『i』『note』『note book』                                               | 映画『L♡DK ひとつ屋根の下、「スキ」がふたつ。』 主題歌/作詞・作曲・プロデュース                               |
| 2019年7月31日  | クロサンドラ                     | KAT-TUN『IGNITE』                                                                  | 作詞 |
| 2020年1月22日  | 風と星                           | ECHOLL(新田 真剣佑) / Rayons 『サヨナラまでの30分』                                | 映画『サヨナラまでの30分』劇中歌/作詞・作曲・編曲・プロデュース                                               |
| 2020年12月19日 | 独白                             | 坂本真綾『独白↔躍動』                                                              | 劇場版『Fate/Grand Order -神聖円卓領域キャメロット- 前編 Wandering; Agateram』主題歌/作曲・編曲・プロデュース |
| 2021年1月9日   | Reboot                           | 宮川愛李『Reboot』                                                                 | 読売テレビ・日本テレビ系アニメ『名探偵コナン』エンディングテーマ/作曲・編曲・プロデュース                     |
| 2021年1月20日  | Love Song                        | Da-iCE『SiX』                                                                      | 作詞・作曲・編曲・プロデュース                                                                                |
| 2021年3月3日   | 凪ぐ                             | 宮川愛李『Reboot』                                                                 | 作曲・編曲・プロデュース                                                                                      |
| 2021年3月3日   | わすれもの                       | 宮川愛李『Reboot』                                                                 | 作曲・編曲・プロデュース                                                                                      |
| 2021年11月2日  | 新しい世界へ                     | FAB-EL『天国から堕ちた天使』                                                       | 作詞・作曲・編曲・プロデュース                                                                                |
| 2021年12月8日  | 僕色                             | FAB-EL『天国から堕ちた天使』                                                       | 作詞・作曲・編曲・プロデュース                                                                                |
| 2022年2月16日  | Sweet Day                        | Da-iCE『REVERSi 』                                                                 | 作詞・作曲 |
| 2022年2月23日  | Sugar&Honey                      | FAB-EL『天国から堕ちた天使』                                                       | 作詞・作曲・編曲・プロデュース                                                                                |
| 2022年5月18日  | One Chance                       | FAB-EL『天国から堕ちた天使』                                                       | 作詞・作曲・編曲・プロデュース                                                                                |
| 2022年8月31日  | ナンバーワン                     | FAB-EL『ナンバーワン』                                                             | 作詞・作曲・編曲・プロデュース                                                                                |
| 2022年11月16日 | Brand new days                   | FAB-EL『ナンバーワン』                                                             | 作詞・作曲・編曲・プロデュース                                                                                |
| 2023年1月18日  | Baby you                         | 有華『Baby you』                                                                   | 作詞・作曲・編曲・プロデュース                                                                                |
| 2023年2月15日  | はじめのはじまり                 | Anonymouz『11:11』                                                                 | 作詞・作曲・編曲・プロデュース                                                                                |
| 2023年3月22日  | 恋をしました。あなたに           | 上野優華『恋愛シグナル』                                                           | 作詞・作曲・編曲・プロデュース                                                                                |
| 2023年4月26日  | バトルクライ                     | FAB-EL feat.TOMO from Seraphilight『バトルクライ』                                 | 作詞・作曲・編曲・プロデュース                                                                                |
| 2023年7月5日   | Darling Darling                  | 有華『Darling Darling』                                                            | 作詞・作曲 |
| 2023年7月26日  | 魔法の鏡                         | XIIX『XIIX』                                                                       | 作詞（斎藤宏介との共作）                                                                                      |
| 2023年9月20日  | 恋ごころ                         | 有華『恋ごころ』                                                                   | 作詞（有華との共作）・作曲                                                                                    |
| 2023年10月18日 | ハイテンション                   | Ourin-王林-『ハイテンション』                                                      | 作詞・作曲 |
| 2023年11月1日  | TimeCapsule                      | EIKO『Dreamer』                                                                    | 作詞・作曲 |
| 2024年1月19日  | Q&A                              | 春茶『Q&A』                                                                        | 作詞・作曲 |
| 2024年4月17日  | もうすぐ0時                      | 菊池桃子『Etarnal Harmony』                                                        | 作詞・作曲・デュエット                                                                                        |
| 2024年9月28日  | レモネード                       | 有華『レモネード』                                                                 | 作詞・作曲 |
| 2024年10月9日  | 愛してるって言ってみてもいいかな | 松下洸平『愛してるって言ってみてもいいかな』                                       | 作詞・作曲 |
| 2025年3月26日  | 今日みたいに                     | ROF-MAO『MOMENTUM』                                                                | 作詞・作曲・編曲                                                                                              |
| 2025年7月5日   | 月蝕                             | krage『月蝕』                                                                      | 作詞・作曲・編曲                                                                                              |

## 編曲
- 単純な感情 - The STROBOSCORP『君と100回目の恋　Original Soundtrack』（2017年1月25日）[126]
- 目を覚ましてよ,もう二度と,stand by me(guitar ver.),stand by me(piano ver.),真昼の星座 - ECHOLL『サヨナラまでの30分』（2020年1月22日）[127]
- snowdome - Halo at 四畳半（2021年1月29日）[128][129]
- 世界中の誰よりきっと - 上白石萌音『あの歌-2-』（2021年6月23日）[130][131][132]
- あいたがい - Hakubi（2022年7月29日）[電子マンガ・ノベルサービス「ピッコマ」CMソング]
- 君が言うようにこの世界は - Hakubi（2022年9月30日）[ABCテレビ/テレビ神奈川ドラマ『青春シンデレラ』主題歌]
- Rewrite - Hakubi（2023年1月15日）[TVアニメ『ノケモノたちの夜』エンディングテーマ]
- With - 幾田りら[映画『アナログ』インスパイアソング]

## 参加作品
| 発売日         | 楽曲名                                 | 収録先                           | 補足               |
| -------------- | -------------------------------------- | -------------------------------- | ------------------ |
| 2016年11月16日 | カタオモイ (5th Anniversary Live ver.) | Aimer『茜さす/everlasting snow』 | ギターコーラス参加 |

## 映画サウンドトラック
- 映画『君は月夜に光り輝く』オリジナル・サウンドトラック （歌川幸人 名義）[133][134]
- ECHOLL / Rayons 『サヨナラまでの30分』Original Soundtrack[135][136]
- 映画『アナログ』オリジナル・サウンドトラック[137]

## 使用機材

### エレクトリック・ギター
- フェンダー・ストラトキャスター
  - 1959年製SB/M Hardtail(メインギター。トレモロユニット無し。ピックアップ・セレクターを5ウェイ、フレットをジャンボサイズに交換している)[139][140]
  - 1957年製(サブギター)
  - 1964年製

- リッケンバッカー
  - 1990年代製Rickenbacker 360V64

### アコースティック・ギター
- Gibson J-45(Fishmanピックアップを装着)
- Martin D-18E Retro
- Taylor 314ce

### アンプ
- MATCHLESS DC-30(1990年代製サンプソン期)
- Koch Studiotone XL
- 自作キャビネット(Celestion Vintage 30スピーカー)

### ケーブル
- VITAL AUDIO（初期に製作されたBassケーブルを使用している。）

## ワンマンライブ
| 日程   | タイトル                                         | 会場 | 備考                          |
| ------ | ------------------------------------------------ | --- | ----------------------------- |
| 2020年 | Takahito Uchisawa 「U」 ～Bedtime Stories～      | 5月30日：配信ライブ |                               |
| 2020年 | Takahito Uchisawa「U」 ～Bedtime Stories Vol.2～ | 6月12日：配信ライブ |                               |
| 2022年 | LIVE in the DARK tour/内澤崇仁(androp)           | 2月19日：福岡市科学館ドームシアター(プラネタリウム) 2月24日・25日：コニカミノルタプラネタリウム天空 in 東京スカイツリータウン(R) | Piano：村山✩潤                |
| 2022年 | オトカタリ「Blanco」 - androp内澤崇仁 -          | 11月15日・16日：渋谷PLEASURE PLEASURE                                                                                            | String Quartet Piano：村山✩潤 |

### ライブ出演・フェス
- 2013年10月18日 - OUTERMIND 3.1[143]　[渋谷WOMB]
- 2016年3月7日 - Welcome![Alexandros]LIVE 2016[144]　[なんばHatch、ゲスト：金廣真悟(グッドモーニングアメリカ) 、高橋優]
- 2016年3月10日 - Welcome![Alexandros]LIVE 2016[145]　[新木場STUDIO COAST 、ゲスト：金廣真悟(グッドモーニングアメリカ)、菅原卓郎(9mm Parabellum Bullet)]
- 2016年3月8日 - Welcome![Alexandros]LIVE 2016[146]　[Zepp Nagoya、ゲスト：金廣真悟(グッドモーニングアメリカ)、大木伸夫(ACIDMAN)]
- 2017年12月9日 - OUTERMIND 4.0[147]　[渋谷SOUND MUSEUM VISION]
- 2018年2月17日 - ぴあ presents STAND ALONE Vol.7 supported by uP!!![148]　[東京 クラブeX、出演：菅原卓郎(9mm Parabellum Bullet)]
- 2018年12月27日 - FM802 RADIO CRAZY 2018[149]　[音波神社・境内ステージ]
- 2018年12月28日 - FM802 RADIO CRAZY 2018　[音波神社・境内ステージ「802 弾き語り部」として松本大（LAMP IN TERREN）、井上竜馬（SHE’S）と共に]
- 2019年8月25日 - MONSTER baSH 2019[150]　[香川県国営讃岐まんのう公園　STAGE茶道、菅原卓郎SESSION20219　出演：菅原卓郎 (9mm Parabellum Bullet) 、アユニ・Ｄ (BiSH/PEDRO) 、下上貴弘(アルカラ) 、セントチヒロ・チッチ (BiSH) 、DEPAPEPE 、東出真緒(BIGMAMA) 、山本彩 、渡部宏生(heaven in her arms / SZKN) 、滝善充 (9mm Parabellum Bullet)]
- 2020年2月21日 - 菅原卓郎(9mm Parabellum Bullet)×内澤崇仁(androp)  supported by STAND ALONE[151]　[青森Quarter]
- 2020年2月23日 - 菅原卓郎(9mm Parabellum Bullet)×内澤崇仁(androp)  supported by STAND ALONE　[山形ミュージック昭和Session]
- 2020年2月24日 - 菅原卓郎(9mm Parabellum Bullet)×内澤崇仁(androp)  supported by STAND ALONE　[仙台Rensa]
- 2020年3月2日 - 菅原卓郎(9mm Parabellum Bullet)×内澤崇仁(androp)  supported by STAND ALONE　[渋谷PLEASURE PLEASURE開催中止]
- 2020年10月5日 - We are not Stand Alone -菅原卓郎×内澤崇仁 　[渋谷PLEASURE PLEASURE、配信にて実施]
- 2021年2月2日 - UTAITSUGI(うたいつぎ)[152]　[配信ライブ、出演：井上竜馬（SHE’S） 菅原卓郎（9mm Parabellum Bullet） 松村拓（Nothing’s Carved In Stone）]
- 2021年3月14日 - uP!!! SPECIAL LIVE HOLIC extra vol.5 supported by SPACE SHOWER TV DAY2 大阪(Acoustic Set)[153]　[大阪・なんばHatch、出演： 井上竜馬（SHE’S）、ホリエアツシ(ストレイテナー)、Yurin(サイダーガール)]
- 2021年8月27日 - 渡井翔汰 Acoustic TOUR 2021”BEFORE DAWN”[154]　[新潟 CLUB RIVERST、出演：渡井翔汰]
- 2021年9月18日 - New Acoustic Camp 2021[155]　[水上高原リゾート200 hereステージ トリ、出演：菅原卓郎(9mm Parabellum Bullet)]
- 2021年10月3日 - オハラ☆ブレイク'21秋mini[156]　[猪苗代湖畔 天神浜、出演：菅原卓郎(9mm Parabellum Bullet) 、松村拓(Nothing’s Carved In Stone)、井上竜馬(SHE'S)のUTAITSUGI(うたいつぎ)として、出演ゲスト：吉井和哉]
- 2021年10月7日 - UTAITSUGI(うたいつぎ) featuring 村山☆潤[157]　[渋谷PLEASURE PLEASURE、出演：菅原卓郎 (9mm Parabellum Bullet)、Karin.、村山☆潤、山田将司（THE BACK HORN）]
- 2021年12月9日 - MOVE FES.2021 Supported by ONESTORY[158]　[東京TRUNK HOTEL MORI+オンライン配信、出演：EYE VDJ MASA、清春、NOBU、KURO( HOME MADE家族)、DJ A-Six、GenGen]
- 2022年3月19日 - SANUKI ROCK COLOSSEUM 2022[159]　[高松SUMUS Café]
- 2022年6月8日 - claquepot "crosspoint 2022”[160]　[広島CLUB QUATTRO、出演：claquepot]
- 2022年8月20日 - MONSTER baSH[161]　[香川県国営讃岐まんのう公園　STAGE茶道、菅原卓郎SESSION2022　出演：菅原卓郎 (9mm Parabellum Bullet) 、石毛輝(the telephones)、 北島康雄(四星球) 、林萌々子(Hump Back)、yama]
- 2022年8月25日 - Slow Sound[162]　[恵比寿aim、出演：荒谷翔大(yonawo)]
- 2022年8月25日 - ホリエアツシ（ストレイテナー）×内澤崇仁（androp）[163]　[渋谷CLUB QUATTRO、出演： ホリエアツシ（ストレイテナー） opening act：杉浦祐輝（帝国喫茶）]
- 2022年10月22日 - 遠くまで行こう[164]　[福岡DRUM Be-1、出演：松村拓(Nothing’s Carved In Stone)]
- 2022年10月23日 - 遠くまで行こう　[長崎DRUM Be-7、出演：松村拓(Nothing’s Carved In Stone)]
- 2022年11月12日 - ROCKS FORCHILE TOYONAKA 2022[165]　[豊中市豊島公園]
- 2022年11月13日 - ROCKS FORCHILE TOYONAKA 2022　[豊中市豊島公園、出演：大宮エリー]
- 2022年12月13日 - UTAITSUGI(うたいつぎ) [166]　[浅草花劇場、出演：菅原卓郎(9mm Parabellum Bullet) 、松村拓(Nothing’s Carved In Stone)、井上竜馬(SHE'S)と共にUTAITSUGI(うたいつぎ)として]
- 2023年1月14日 - 遠くまで行くべ[167]　[八戸ROXX、出演：松村拓(Nothing’s Carved In Stone)]
- 2023年1月15日 - 遠くまで行くべ After party[168]　[八戸Partie、出演：松村拓(Nothing’s Carved In Stone)]
- 2023年6月18日 -MOVE FES. 2023 Supported by AIRU[169][東京EX THEATER ROPPONGI+オンライン配信・メタバース配信、出演：EYE VDJ MASA、清春、NOBU、KURO( HOME MADE家族)、田川ヒロアキ、M++DANCERS]
- 2023年7月16日 -八仙夏の蔵まつり2023[170][青森県八戸酒造]
- 2023年7月19日 -ROCKIN'QUARTET第6章 内澤崇仁（androp）× NAOTO QUARTET[171][Billboard Live TOKYO、NAOTO（1st Violin）/ 柳原有弥（2nd Violin）/ 大谷舞（Viola）/ 向井航（Cello）/ 呉服隆一（Piano）]
- 2023年7月28日 -ROCKIN'QUARTET第6章 内澤崇仁（androp）× NAOTO QUARTET[Billboard Live OSAKA、NAOTO（1st Violin）/ 柳原有弥（2nd Violin）/ 梶谷裕子（Viola）/ 向井航（Cello）/ 呉服隆一（Piano）]
- 2023年7月30日 -ROCKIN'QUARTET第6章 内澤崇仁（androp）× NAOTO QUARTET[Billboard Live YOKOHAMA、NAOTO（1st Violin）/ 柳原有弥（2nd Violin）/ 梶谷裕子（Viola）/ 向井航（Cello）/ 呉服隆一（Piano）]
- 2023年8月12日 -ROCKIN'QUARTET第6章 内澤崇仁（androp）× NAOTO QUARTET[オンライン配信]
- 2024年1月29日-明日の日本を考える LIVE FOR NIPPON vol.150[172][渋谷LOFT HEAVEN]
- 2024年3月20日-黒商店Pre. Healing Night[173][石巻BLUE RESISTANCE]
- 2024年8月24日-MONSTER baSH 2024 Taku Muramatsu four color sessions[174][国営讃岐まんのう公園　STAGE茶堂]
- 2024年10月26日-麦ノ秋音楽祭2024 #Seeds[175][COEDOクラフトビール醸造所屋外グラウンドエリアおよび醸造所内]
- 2024年11月24日-MOVE FES. 2024[176][LINE CUBE SHIBUYA（渋谷公会堂）]
- 2024年12月29日-FM802 RADIO CRAZY会場内 境内ステージ[177][インテックス大阪]
- 2025年1月18日-もっと遠くまで行くべ “Thank you Patrie”[178][八戸Patrie]
- 2025年1月19日-もっと遠くまで行くべ[179][八戸ROXX]
- 2025年3月2日-J-WAVEトーキョーギタージャンボリー2025 supported by 奥村組[180][両国国技館]
- 2025年5月11日-山内総一郎×斎藤宏介セッションライブ 山斎-SANSAI-2025[181][なんばHatch]
- 2025年6月12日-MUSIC MAN RADIO presents KAYARIBI[182][duo MUSIC EXCHANGE]
- 2025年7月15日-能登復興支援トーク＆ライブ by 内澤崇仁 (androp)＆ジョー横溝 [104][crotchet / cafe]

## エッセイ
- 音は空から言葉は身から（デーリー東北新聞社『デーリー東北』連載　2020年4月26日付〜 ）[183][184]
- 青森県八戸市と私（『SUUMOタウン』　2022年7月26日付）[185]